# 苏格
苏格（1952年1月—），男，陕西礼泉人，中华人民共和国政治人物、外交官。

## 生平
1975年，毕业于西安外国语学院英语系并留校任教。1982年，赴美国杨伯翰大学攻读硕士、博士学位。1987年，获博士学位。1991年，进入中华人民共和国外交部工作，在北京外交学院任教授、院长助理。2000年，任中国国际问题研究所研究员、副所长，并兼任清华大学教授。2003年，外派任驻美国大使馆公使衔参赞。2006年9月，出任中华人民共和国驻苏里南大使。2009年9月，出任中华人民共和国驻冰岛大使。。2012年11月，自驻冰岛大使离任。2015年6月，任中国国际问题研究院院长、党委书记。2017年6月，任中国太平洋经济合作全国委员会会长。2018年1月，卸任中国国际问题研究院院长一职。2021年，卸任中国太平洋经济合作全国委员会会长一职。

## 荣誉

### 外国勋章奖章
- 棕榈大绶荣誉勋章（苏里南，2009年6月26日于帕拉马里博总统府颁发[10]）